# Flavia De Cassan
Flavia De Cassan (Roma, 8 dicembre 1998) è una cestista italiana.
Alta 183 cm, gioca come guardia con Pallacanestro Femminile Firenze